# Ptilinopus eugeniae
El tilopo de Eugenia (Ptilinopus eugeniae) es una especie de ave columbiforme de la familia Columbidae endémica del sur de las islas Salomón. Su nombre conmemora a la emperatriz Eugenia de Montijo. 

## Descripción y hábitat
Se encuentra únicamente en la isla de Makira y las islas menores aledañas, Ugi y Malaupaina, en el sur del archipiélago de las islas Salomón.
Su hábitat natural son los bosques tropicales, se encuentra especialmente en las laderas de los montes. Está amenazado por la tala de los bosques. 